# NGC 6503
NGC 6503 ist eine aktive Spiralgalaxie mit ausgedehnten Sternentstehungsgebieten (im Foto rot) vom Hubble-Typ Sc im Sternbild Drache am Nordsternhimmel. Sie ist schätzungsweise 16 Millionen Lichtjahre von der Milchstraße entfernt und hat einen Durchmesser von etwa 37.000 Lichtjahren.
Die Galaxie liegt einzeln im Lokalen Void, einer riesigen, leeren Region des Weltraums neben unserer lokalen Gruppe.
Hellblaue Regionen enthalten neu entstehende Sterne. Dunkelbraune Staubstreifen winden sich über die hellen Arme und die Mitte der Galaxie und geben ihr ein fleckiges Aussehen.
Das Objekt wurde am 22. Juli 1854 von dem deutschen Astronomen Arthur Auwers (1838–1915) entdeckt, und zwar noch als Schüler, rund drei Wochen vor seinem 16. Geburtstag.

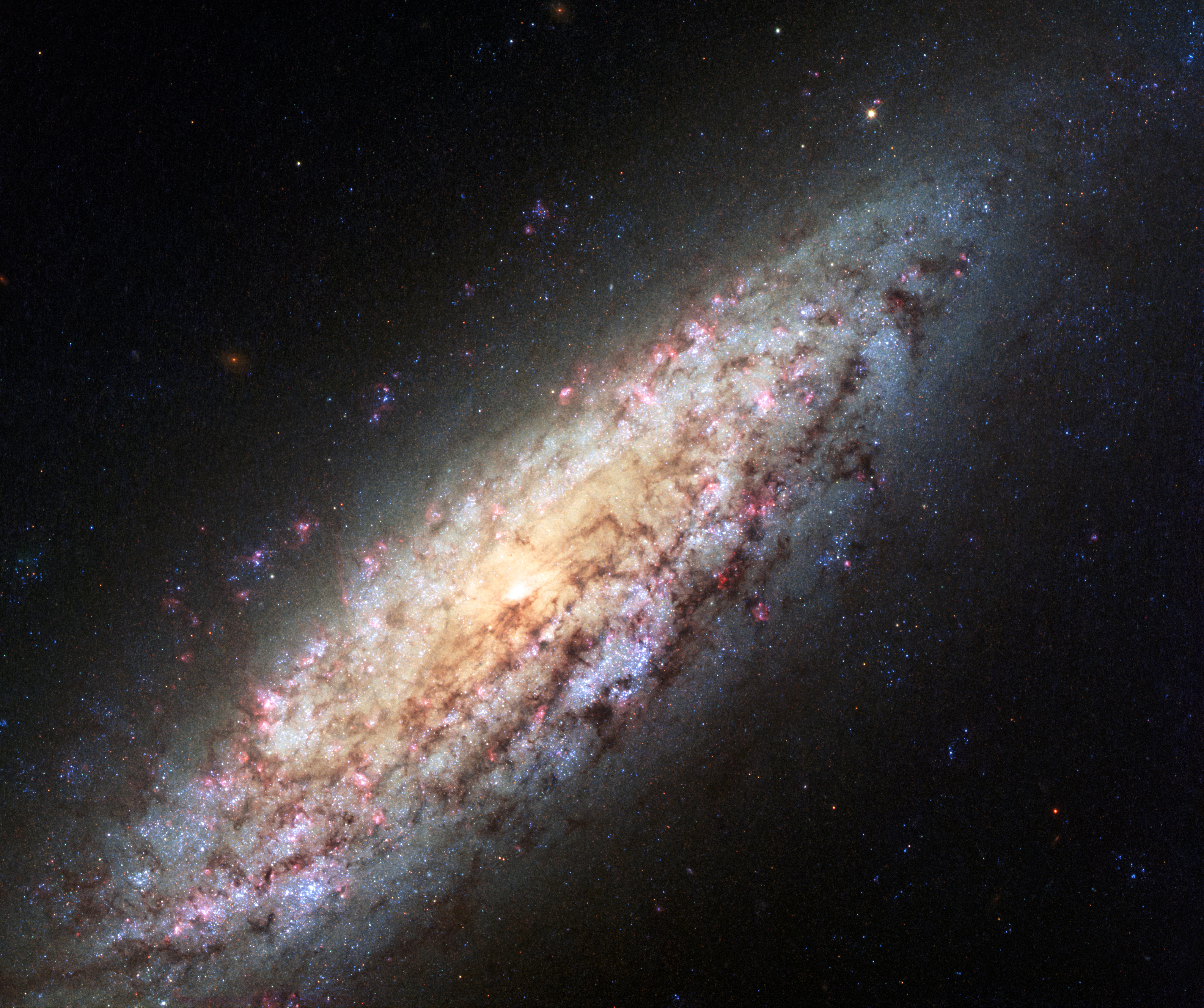
Aufnahme mithilfe des Hubble-Weltraumteleskops